# Berraute
Pour les articles homonymes, voir Berraute.
Berraute est une ancienne commune française du département des Pyrénées-Atlantiques. Le 25 juin 1842, la commune fusionne avec Domezain pour former la nouvelle commune de Domezain-Berraute.

## Géographie
Berraute fait partie de la province basque de Soule.

## Toponymie
Le toponyme Berraute est mentionné dès 1690.
Son nom basque est Berrueta. Jean-Baptiste Orpustan indique que Berraute signifie 'lieu de broussailles'.

## Démographie
| 1793 | 1800 | 1806 | 1821 | 1831 | 1836 |
| ---- | ---- | ---- | ---- | ---- | ---- |
| 119  | 120  | 128  | 120  | 135  | 123  |

## Pour approfondir